# Chicken fried steak

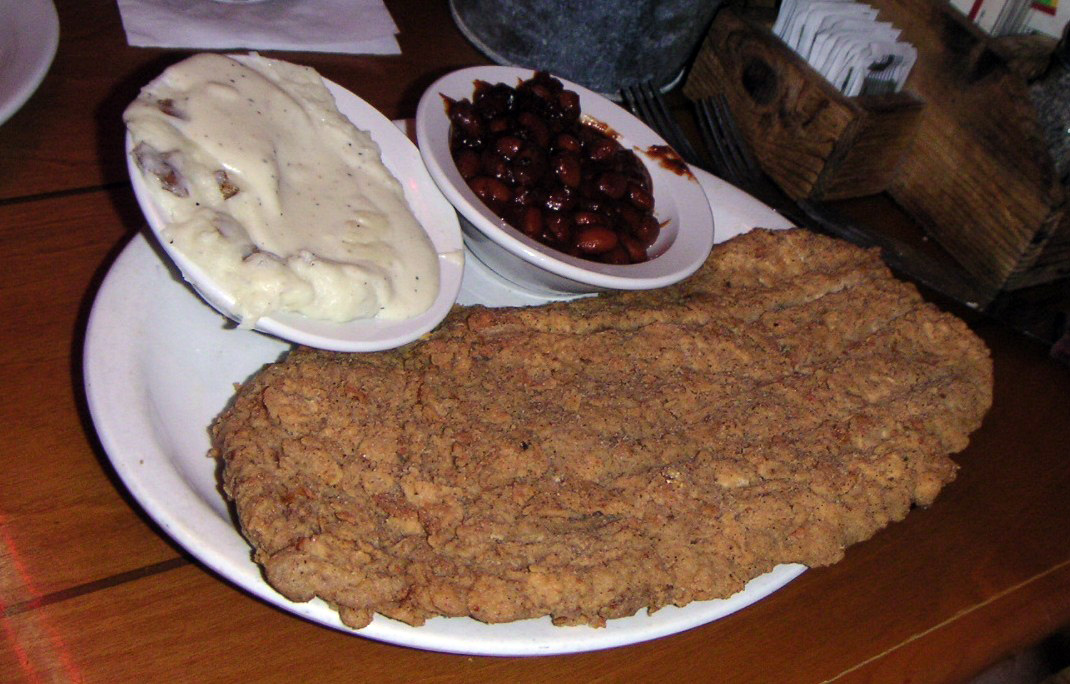
Chicken fried steak servido con puré de patatas (con gravy crema) y baked beans.

El chicken fried steak (en inglés ‘filete de pollo frito’), también conocido como pan-fried steak (‘filete frito en sartén’) y country fried steak (‘filete campero frito’), es un plato que consiste de un trozo de filete de carne de vacuno ablandado, recubierto con harina condimentada y frito en sartén. Suele asociarse a la cocina del sur de Estados Unidos y a la hospitalidad. Su nombre probablemente se debe a la similitud en su preparación con el pollo frito, si bien también se parece al clásico plato austriaco Wiener Schnitzel o a la milanesa, un corte de ternera ablanado cubierto de harina, huevo y pan rallado, y frito. Se parece al collops escocés. Suele considerar una comfort food.

## Historia
Los orígenes exactos del plato no están claros, si bien muchas fuentes atribuyen su desarrollo a los inmigrantes alemanes y austriacos de Texas en el siglo XIX, que llevaron recetas del Wiener Schnitzel desde Europa a los Estados Unidos. Lamesa, sede del Condado de Dawson en las South Plains de Texas, reclama ser el lugar de nacimiento del chicken fried steak, al igual que Bandera, hogar del café Corn Bread, propiedad de John White Gravy Neutzling.
The Virginia Housewife, publicado en 1838 por Mary Randolph, tiene una receta de filetes de ternera que se considera una de las primeras para un plato parecido al chicken fried steak. La receta para lo que actualmente se conoce como tal fue incluida en muchos libros de cocina regionales a finales del siglo XIX. El nombre chicken fried steak probablemente apareció en la década de 1930.
Una receta estadounidense de 1939 del Wiener Schnitzel incluye un gravy blanco salpimentado.
El chicken fried steak está entre los numerosos platos populares que conforman la comida oficial estatal de Oklahoma, añadido a la lista en 1988.

## Preparación
El chicken fried steak se prepara tomando un corte fino de carne de vacuno que ablanda aporreándolo. Entonces se sumerge en huevo batido y se pasa por harina a la que se han añadido sal, pimienta negra y a menudo otros condimentos. Tras esto, se fríe el filete en una sartén, tradicionalmente en mantequilla, manteca u otra grasa, si bien en los últimos años la preocupación por la salud ha llevado a sustituirla por aceite vegetal. En los estados al este del Red River se suele elaborar sin huevo, y recibe el nombre del country fried steak.
Los cortes de carne usados para el chicken fried steak suelen ser los más baratos y menos demandados, como la aguja, cube steak, cadera y ocasionalmente ijada. A veces también se cocina igual la carne troceada o picada, llamándose a veces a esta última variante chuckwagon.
El chicken fried steak suele servirse para comer o cenar, cubierto con gravy y acompañado de puré de patatas y verduras. También puede servirse en un panecillo de hamburguesa a modo de sándwich, cortado en dados como relleno de una patata asada con gravy y queso, o en una cesta cortado en tiras con patatas fritas y gravy, recibiendo entonces el nombre de steak fingers.

## Variantes

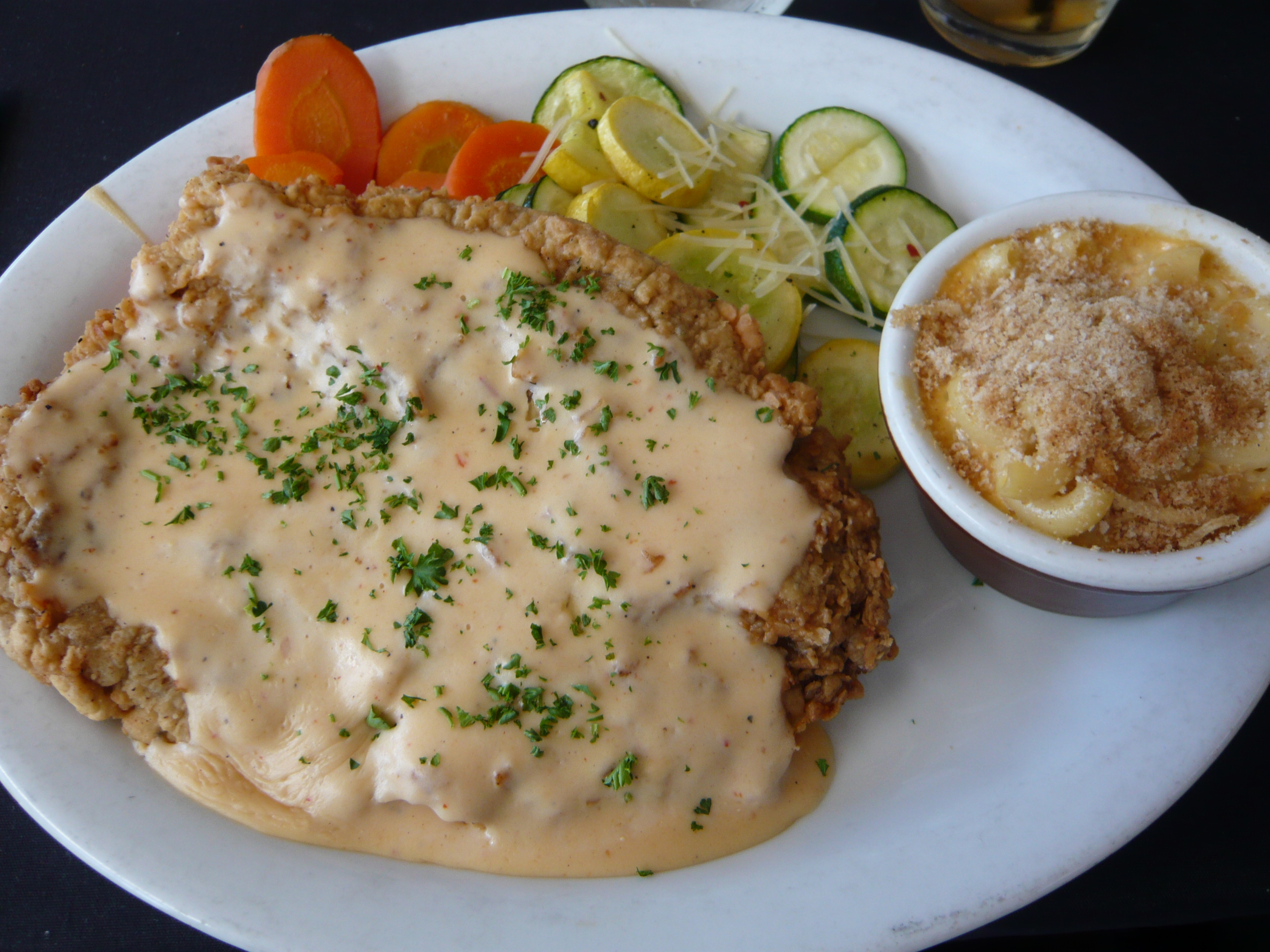
Chicken fried steak con gravy crema con chipotle.

Típicamente, en Texas y los estados cercanos el chicken fried steak se fríe en sartén y se sirve con un gravy de crema tradicional salpimentado. El mismo plato se conoce a veces como country fried steak en otras partes de los Estados Unidos, donde sufre algunas variaciones regionales. A menudo se acompaña con un gravy marrón, y ocasionalmente la carne se fríe en sartén con poco aceite o se cuece a fuego lento en el gravy. En alguna zonas, country steak puede aludir al Salisbury steak, una receta de carne picada de ternera en gravy marrón.
Pueden usarse otros carnes, habiendo aparecido un chicken fried chicken en muchos menús, sustituyendo el filete de ternera por uno  de pechuga de pollo deshuesada. Este plato difiere del pollo frito tradicional en que la carne se deshuesa, y se prepara según la receta del chicken fried steak. Otro nombre es el steak fried chicken. Las chuletas de cerdo deshuesadas también se sirven de esta forma.
En Colombia es un plato tradicional de la comida Valle del Cauca y se conoce como chuleta valluna.